# Зангиды
Зангиды — династия сельджукидских атабеков и эмиров (эмиров) в ряде областей Сирии и Месопотамии в конце XI — середине XIII веков.

## История династии
Династия Зангидов тюркского происхождения. Её родоначальник, тюрок Ак-Сункур в 1086 году был назначен сельджукским султаном Малик-шахом I вали Халеба.
После его убийства в 1094 году остался малолетний сын Занги, который в 1096 году был взят на воспитание сельджукским эмиром Мосула Кербогой. В 1127 году Имад ад-Дин Занги ибн Ак-Сонкур был назначен наместником сельджукского султана в Северном Ираке с центром в Мосуле и в Северной Сирии с центром в г. Халеб. Основным титулом Занги и его потомков в Мосуле и Халебе было звание атабека. Вскоре Занги и его сыновья стали самостоятельной и доминирующей силой в сиро-иракском регионе: в 1129 году под властью Зангидов оказались также Синджар, Хабур и Харран, в 1130 — Хама (в 1133 году Занги потерял её, но в 1135 году вернул вновь), в 1132 — Эрбиль, в 1135 — Ракка, в 1140 — Баальбек, затем Диярбакыр, Мардин, Насибин и весь Курдистан, в 1144 — Ана и Аль-Хадиса, в 1173 — Мараш. В 1144 году Занги захватил Эдессу, в 1154 году его младший сын Нур ад-Дин Махмуд взял Дамаск.
После смерти Имад ад-Дина Занги I в 1146 году его владения поделили двое из его сыновей: Сирийскую часть получил Нур ад-Дин Махмуд, а в Мосуле стал править Сайф ад-Дин Гази I. Далее из мосульской ветви выделилась отдельные линии Зангидов, вставшие во главе Синджара (1171 год), Джазиры ибн Умар (1180 год) и Шахразура. Сирийская ветвь Зангидов пресеклась в 1181 году и её владения ненадолго перешли к Зангидам Мосула, но уже через два года Сирия перешла под власть египетских Айюбидов, бывших вассалов Нур ад-Дина Махмуда, приведшего их к власти в Каире.
Упадок власти Зангидов в Мосуле начался со смертью атабека Арслан-шаха I ибн Масуда (1211 год) и прихода к власти в качестве регента при Масуде II ибн Арслан-шахе бывшего гуляма Бадр ад-Дина Лулу, который в 1222 году узурпировал место атабека Мосула.

## Месопотамия

### Джазира ибн Умар
В 1180 году эмиром Джазиры стал Синджар-шах, сын мосульского эмира Сайф ад-Дина Гази II. Джазирская ветвь Зангидов поддерживала хорошие отношения с Айюбидами Египта и сохраняла независимость вплоть до середины XIII века.
| Имя правителя                       | Период правления     | Титулы                     |
| ----------------------------------- | -------------------- | -------------------------- |
| Муизз ад-Дин Санджар-шах ибн Гази   | 1180 - 1208          | эмир                       |
| Муизз ад-Дин Махмуд ибн Санджар-шах | 1208 - 1241          | эмир аль-Малик аль-Муаззам |
| Масуд ибн Махмуд                    | 1241 - сентябрь 1251 | эмир аль-Малик аз-Захир    |

В сентябре 1251 года Джазира ибн Умар в результате трехнедельной осады была захвачена мосульским эмиром Бадр ад-Дином Лулу, который передал её своему сыну Исхаку.

### Мосул
В 1127 году атабек Имад ад-Дин Занги ибн Ак-Сонкур получил от сельджукского султана Махмуда II в управление Северный Ирак с центром в Мосуле. После смерти Занги I власть над Мосулом наследовал его старший сын Гази I. В 1182 году Салах ад-Дин в первый раз осадил Мосул, но не смог взять город. В следующий раз Салах ад-Дин вновь осадил Мосул в 1185 году и Зангиды Мосула вынуждены были признать себя его вассалами (1186 год).
| Имя правителя                      | Период правления | Титулы                            |
| ---------------------------------- | ---------------- | --------------------------------- |
| Имадеддин Занги                    | 1127 - 1146      | эмир, атабек аль-Малик аль-Мансур |
| Сейфеддин Гази I                   | 1146 - 1149      | эмир, атабек                      |
| Мавдуд бен Занги                   | 1149 - 1170      | эмир, атабек                      |
| Сайф ад-Дин Гази II ибн Маудуд     | 1170 - 1179      | эмир, атабек                      |
| Изз ад-Дин Масуд I ибн Маудуд      | 1179 - 1192      | эмир, атабек                      |
| Нур ад-Дин Арслан-шах I ибн Масуд  | 1192 - 1211      | эмир, атабек                      |
| Изз ад-Дин Масуд II ибн Арслан-шах | 1211 - 1218      | эмир, атабек                      |
| Нур ад-Дин Арслан-шах II ибн Масуд | 1218 - 1219      | эмир, атабек                      |
| Насир ад-Дин Махмуд ибн Масуд      | 1219 - 1222      | эмир, атабек                      |

В 1222 году после смерти эмира Насир ад-Дина Махмуда к власти пришёл атабек Бадр ад-Дин Лулу (1222—1233).

### Синджар
Синджар перешёл под власть Занги I в 1129 году. В 1171 году Имад ад-дин Занги II, лишённый власти над Мосулом, обособился в Синджаре. В 1181—1183 годах он владел также Халебом, но вынужден был уступить его султану Салах ад-Дину. В 1204 году эмир Синджара Мухаммад ибн Занги признал себя вассалом Айюбидов.
| Имя правителя                     | Период правления | Титулы             |
| --------------------------------- | ---------------- | ------------------ |
| Имад ад-дин Занги II ибн Маудуд   | 1171 - 1197      | эмир               |
| Кутб ад-Дин Мухаммад ибн Занги    | 1197 1219        | эмир               |
| Имад ад-Дин Шаханшах ибн Мухаммад | 1219             | эмир               |
| Джалал ад-Дин Махмуд ибн Мухаммад | 1219 - 1220      | эмир (соправитель) |
| Фатх ад-Дин Умар ибн Мухаммад     | 1219 - 1220      | эмир (соправитель) |

В 1220 году Синджар перешёл под власть Айюбидов Маййафарикина.

### Шехризор
| Имя правителя                        | Период правления | Титулы |
| ------------------------------------ | ---------------- | ------ |
| Имад ад-дин Занги III ибн Арслан-шах | ? - 1233         | эмир   |
| Нур ад-Дин Ил-Арслан ибн Занги       | 1233 - 1251      | эмир   |

## Сирия

### Дамаск
| Имя правителя                | Вступил в должность | Титулы                          |
| ---------------------------- | ------------------- | ------------------------------- |
| Нур ад-Дин Махмуд ибн Занги  | 1154 - 1174         | эмир атабек аль-Малик аль-Адиль |
| Нур ад-Дин Исмаил ибн Махмуд | 1174                | эмир атабек аль-Малик ас-Салих  |

В 1174 году, вскоре после смерти Нур ад-Дина Махмуда, Дамаск перешёл под власть Айюбидов и был присоединён к Египту.

### Халеб
Родоначальник династии, тюркский эмир Ак-Сонкур, в 1086 году был назначен сельджукским султаном Малик-шахом I наместником в Халебе, которым управлял вплоть до своей гибели в 1094 году. Спустя два с лишним десятилетия его сын Занги I, выдвинувшийся на службе у Сельджуков, получил от султана Махмуда II в 1127 году грамоту (тауки) на управление Северной Сирией с центром в Халебе.
| Имя правителя                   | Период правления | Титулы                            |
| ------------------------------- | ---------------- | --------------------------------- |
| Ак-Сункур аль-Хаджиб            | 1086 - 1094      | эмир, наместник                   |
| Имадеддин Занги                 | 1127 - 1146      | эмир, атабек аль-Малик аль-Мансур |
| Нур ад-Дин Махмуд ибн Занги     | 1146 - 1174      | эмир, атабек аль-Малик аль-Адиль  |
| Нур ад-Дин Исмаил ибн Махмуд    | 1174 - 1181      | эмир, атабек аль-Малик ас-Салих   |
| Имад ад-дин Занги II ибн Мавдуд | 1181 - 1183      | эмир                              |

В 1183 году Халеб перешёл под власть Салах ад-Дина.